# دیو مک کلور
دیو مک کلور (به انگلیسی: Dave McClure) یک کارآفرین و سرمایه‌گذار فرشته مستقر در منطقه خلیج سان فرانسیسکو است که شتاب‌دهنده کسب‌وکار 500 استارتاپ (اکنون 500 گلوبال) را تأسیس کرد و تا استعفای خود در سال 2017 به عنوان مدیر عامل آن خدمت می‌کرد. او بلافاصله پس از آن، صندوق سرمایه‌گذاری خطرپذیر Practical Venture Capital را تأسیس کرد که به کار با شرکت‌هایی که قبلاً از طریق 500 استارتاپ آنها را تأمین مالی کرده بود، ادامه داد.

## زندگی نامه
مک کلور در سال 1994 شرکت مشاوره فناوری Aslan Computing را تأسیس کرد و در سال 1998 این شرکت را به Servinet/Panurgy فروخت. او سپس به عنوان مشاور فناوری برای مایکروسافت، اینتل و دیگر شرکت‌های فناوری پیشرفته فعالیت کرد. مک کلور از سال 2001 تا 2004 مدیر بازاریابی در پی‌پال بود. او سپس در سال‌های 2005 و 2006 بازاریابی شرکت Simply Hired را راه‌اندازی و مدیریت کرد.
بعد از ترک پی‌پال، مک کلور به یکی از سرمایه‌گذاران پرکار در استارتاپ‌های اینترنتی مصرف‌کننده تبدیل شد و در بیش از 15 استارتاپ اینترنتی مصرف‌کننده سرمایه‌گذاری و مشاوره داد، از جمله پلتفرم جَمبول (Jambool) که به صورت مجازی کالاها را مونوِتایز می‌کرد و توسط گوگل در سال 2010 خریداری شد و دایرکتوری آموزش آنلاین TeachStreet که در سال 2011 توسط آمازون خریداری شد. در تابستان 2009، مک کلور به عنوان مدیر سرمایه‌گذاری موقت در fbFund فیس‌بوک (یک شتاب‌دهنده/انکوباتور مشترک با شرکت‌های سرمایه‌گذاری برجسته Founders Fund و Accel Partners) فعالیت می‌کرد که سرمایه‌گذاری‌های اولیه در استارتاپ‌های استفاده‌کننده از پلتفرم فیس‌بوک و Facebook Connect را فراهم می‌کرد.
در سال 2010، مک کلور 500 استارتاپ (اکنون 500 گلوبال) را تأسیس کرد که یک شتاب‌دهنده سرمایه‌گذاری اولیه و صندوق سرمایه‌گذاری مرتبط بود.
مک کلور هم برای وبلاگ تحلیلی‌اش 500 Hats (که از سال 2011 یکی از ده وبلاگ پربازدید در زمینه سرمایه‌گذاری ریسک‌پذیر بود) و هم به عنوان یکی از سرمایه‌گذاران "سوپر آنجل" معروف در جنجال Angelgate توجه‌ها را جلب کرد.

## اتهامات آزار جنسی
در سال 2017، مک کلور در مقاله‌ای از نیویورک تایمز همراه با ساکا، به عنوان یکی از افرادی که درگیر اتهامات آزار جنسی در حوزه سرمایه‌گذاری ریسک‌پذیر بودند، شناسایی شد. او متهم به ارسال پیام‌های نامناسب جنسی به یک سرمایه‌گذار زن شد که بعدها به دنبال اشتغال در شرکت او بود. در پاسخ، او از مدیریت روزانه شرکت استعفا داد و در پستی با عنوان "من یک مزاحم هستم. معذرت می‌خواهم" از خود عذرخواهی کرد. سپس او اتهامات را رد کرده و در پستی دیگر که بعداً حذف شد، عذرخواهی خود را پس گرفت. چند روز بعد، مک کلور تمام روابط خود را با 500 استارتاپ قطع کرد و از سمت شریک عمومی استعفا داد. چند ساعت پس از استعفای مک کلور، اتهام جدیدی علیه او مطرح شد، این بار اتهام تجاوز جنسی.
مک کلور بعداً یک صندوق سرمایه‌گذاری خطرپذیر جدید به نام Practical Venture Capital ایجاد کرد که هدف آن خرید سهام در شرکت‌هایی بود که او از طریق 500 استارتاپ تأمین مالی کرده بود.